# Fibroina
La fibroina della seta è una proteina fibrosa prodotta da ragni, la larva di Bombyx mori e alcuni insetti. Rappresenta la quota proteica maggiore all'interno della fibra di seta grezza, assieme alla sericina; si dispone secondo due filamenti separati ricoperti da uno strato di sericine con funzione cementante.
La fibroina è costituita da catene polipeptidiche quasi totalmente in conformazione β con disposizione antiparallela.

Struttura primaria della fibroina, (Gly-Ser-Gly-Ala-Gly-Ala)_{n}

La sua sequenza primaria è caratterizzata dalla presenza di molti residui di alanina e glicina disposti secondo la sequenza amminoacidica ricorrente (Gly-Ser-Gly-Ala-Gly-Ala)n. L'elevata percentuale di glicina permette di formare un foglietto β molto compatto, che contribuisce alla rigidità della struttura della fibroina e alla genesi della tipica forza della fibra di seta: la struttura è ulteriormente stabilizzata da legami deboli quali legami a idrogeno e legami di van der Waals, che la rendono flessibile.
La combinazione di rigidità e resistenza rendono la fibroina il materiale adatto per applicazioni in aree che spaziano dalla biomedicina alla manifattura tessile.

## Isoforme
La fibroina è in grado di disporsi secondo tre strutture, dette seta I, II e III. La seta I è la forma della fibroina naturale, che acquisisce quando è prodotta dalle ghiandole di Bombyx mori. La seta II si riferisce ad un arrangiamento delle molecole di fibroina che si ottiene a seguito di filatura, che offre una forza maggiore ed è generalmente sfruttata in applicazioni commerciali. La seta III è una struttura di fibroina scoperta recentemente. La seta III è formata prevalentemente all'interfaccia di soluzioni di fibroina (ad esempio interfaccia aria-acqua, interfaccia acqua-olio, ecc.)

## Degradazione
Molte specie di batteri Amycolatopsis e Saccharotrix sono in grado di degradare sia la fibroina, sia l'acido polilattico.